# Trance Goa
Pour les articles homonymes, voir Goa (homonymie).
Genres dérivés
Trance psychédélique
La trance Goa est un genre de musique trance ayant émergé à la fin des années 1980 à Goa, en Inde et produite au début des années 1990 dans le style qu'on connait aujourd'hui, principalement à partir de 1994 en Grande-Bretagne, en Israël et en Allemagne  avant d'être rattachée à la musique trance psychédélique ainsi qu'à toutes ses composantes qui la composent actuellement.

## Caractéristiques
La Goa est essentiellement de la musique « dance-trance » (elle était désignée comme « trance dance » dans ses années formatrices). Elle a un rythme énergique, presque tout le temps en 4/4 et allant souvent jusque dans des double-croches ou des triples croches, spécialement pour les lignes de basse de pompage. On remarque également un changement vers un battement de 12/8 avec le même tempo pendant quelques parties de la musique. Un morceau typique va généralement augmenter jusqu'à un mouvement plus énergétique dans la seconde moitié, et ensuite diminuer assez rapidement vers la fin.
Généralement très longs, les morceaux de Goa ont d'habitude des basses sensiblement plus fortes que les autres types de trance (à l'exception de la Hard-Trance) et incorporent des sons plus organiques (utilisation abondante de filtres de résonance, le plus célèbre d'entre eux est généré par le synthétiseur Roland TB-303). Le BPM se situe généralement dans la gamme des 130 à 150, ce qui rend la trance-goa plus rapide que la trance « classique », bien que certains morceaux puissent avoir un BPM de 110 ou montant jusqu'à 170.

## Histoire

### Origines

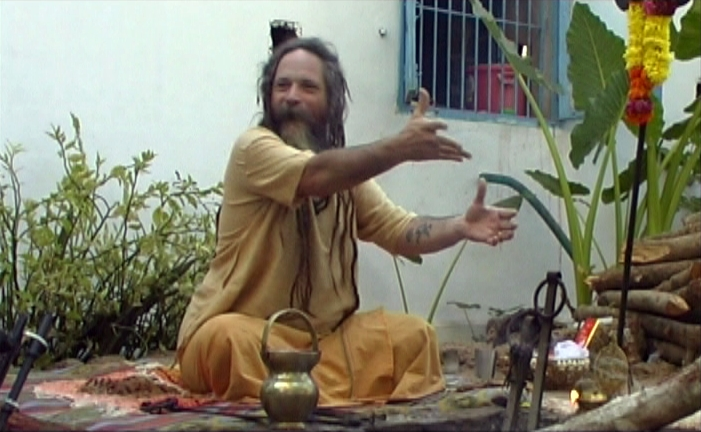
Goa Gil à Goa, en 2000.

La trance Goa puise ses origines dans l'État de Goa à la fin des années 1960 et au début des années 1970, période durant laquelle la région était perçue comme une capitale de la culture hippie. Cependant, le style de trance Goa tel qu'il est connu aujourd'hui n'a émergé qu'au début des années 1990. Malgré le déclin de l'afflux touristique dans les années 1970 et 1980, un groupe de fidèles à Goa a continué de développer la scène musicale tout en pratiquant le yoga et la méditation.
Le style musical finalement connu sous le nom de trance Goa n'évolue pas à partir d'un genre unique mais s'est surtout inspirée de la new wave de Depeche Mode et New Order, de la musique industrielle et de l'EBM avec Front 242, Front Line Assembly et A Split-Second, de la new beat belge avec des titres tels que The Drop Deal de Bazz sortie en 1988, Beat In-D Dream de IN-D sortie en 1989, et de l'acid house anglaise (en particulier What Time Is Love ? des KLF), ainsi que du rock psychédélique avec Ozric Tentacles, Steve Hillage et Ash Ra Tempel. En outre, la musique tribale et ethnique orientale devint également une source d'inspiration, ce qui n'a rien de surprenant si l'on considère que c'est de Goa, en Orient, que la trance-goa est originaire. Un exemple (1974) de la relation entre le rock psychédélique et la musique qui serait connue par la suite sous le nom de trance Goa est l'album très expérimental et psychédélique Galactic Supermarket des Cosmic Jokers (une collaboration entre Ash Ra Tempel et Klaus Schulze), qui comporte par moments des rythmes 4/4 entrelacés avec des bribes de rock psychédélique, des synthés analogiques et, de temps à autre, des motifs de tambours tribaux.
L'introduction de la musique techno et de ses techniques à Goa mène à ce qui deviendrait par la suite le style trance Goa ; les premiers artistes incluent DJ Laurent, Fred Disko, Goa Gil, et un peu plus tard Mark Allen. Beaucoup de « fêtes » (généralement semblables aux rave party mais avec une atmosphère plus mystique, au moins au début des années 1990) sont entièrement consacrées à ce genre de musique. Dans les autres pays, la trance Goa est aussi régulièrement jouée à des raves, festivals et fêtes en conjonction avec d'autres styles de trance et de techno.
Dans les années 1990, la Trance Goa a une postérité significative en Israël via les labels anglais indépendants d'avant-garde et très undergound, Dragonfly Records et TIP Records. Cette dernière est introduite dans ce pays par d'anciens soldats revenant de voyages d'agrément effectués à Goa au début des années 1990, après leur service militaire. Une grande partie de la trance Goa est maintenant produite en Israël, mais sa production et sa consommation est un phénomène global. Les nouveaux « hot-spots » d'aujourd'hui incluent le Brésil, le Japon, et le Mexique. Le son ou style Goa actuel a beaucoup évolué depuis 1997. Après 2000, de nouveaux styles émergent, se fixent et survivent depuis. Néanmoins, une grosse part de la musique du rayon trance Goa n'a aujourd'hui rien à voir avec le son d'origine de celle-ci. Il existe aussi un genre underground spécifique, originaire de Finlande et dénommé suomisaundi. Une de ses marques distinctives est la référence à la trance Goa des débuts ou du milieu des années 1990. Ce genre est fréquemment mis en valeur sur la scène des parties forestières en Finlande.

### Développement en Israël

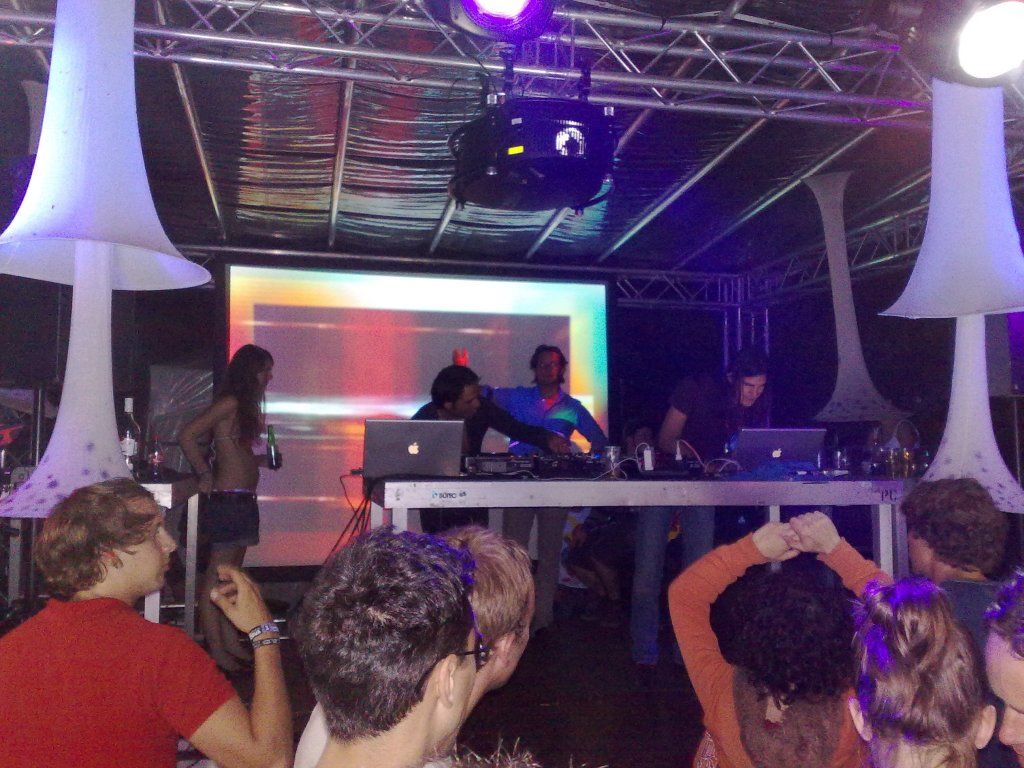
Astral Projection au festival belge Tomorrowland, en 2008.

En 1988, en raison de changement de législation et de la situation politique en Israël, de nombreux Israéliens voyageaient en Inde pour la première fois. Nombre d'entre eux venaient de finir leur service militaire et désiraient prendre des vacances. Les plages de Goa, comme les night-clubs d'Ibiza, étaient une destination habituelle. Beaucoup d'entre eux sont revenus de leur voyage en rapportant des enregistrements de musique acid house, new beat et techno. En se développant le plus souvent séparément des scènes étrangères, les DJ israéliens sont apparus en jouant leurs propres dérivées du son. Parmi ceux-ci sont Avi Nissim et Lior Perlmutter (SFX, Astral Projection), Har-El Prussky et Miko (California Sunshine), Guy Sebbag, Avi Algranati (Phreaky, Space Cat) et Ofer Dikovsky (Oforia). Des labels israéliens sont formés dont Melodia Records, Trust in Trance, Phonokol et Krembo Records, (Psychoativ Project) par son compositeur créateur Tomer Bayssiere Peretz connu sous le nom de Tomer B, qui quitte son groupe afin de se lancer dans une carrière solo en Europe. Avec l'apparition de nouveaux artistes innovants tels qu'Infected Mushroom à la fin des années 1990, la trance psychédélique prend une grande part dans la culture en Israël, plus que dans n'importe quel autre pays du monde.

### Trance psychédélique
La trance Goa, apparue au début des années 1990 historiquement après l'acid house et la new beat, est étroitement liée à l'apparition de la trance psychédélique pendant la seconde moitié des années 1990, mais la différence entre les deux genres est en grande partie une question d'opinion (si elles sont considérées comme synonymes par certains, d'autres trouvent la trance psychédélique plus « métallique » et la goa plus « organique »). Le terme de trance psychédélique est utilisé pour désigner le style tardif, plus minimaliste et moins mélodique d'artistes issus de la trance Goa à partir de la fin des années 1990. Ils sont cependant tous deux distincts des autres formes de trance sur le plan sonore, en grande partie du fait des sons uniques qu'ils utilisent. Sur le plan culturel, ils sont d'une manière générale plus underground et moins commerciaux que d'autres styles de trance. Il y a plus de chances d'entendre le son Goa en rave-party, à des fêtes en plein air et dans des festivals que dans les boîtes de nuit et lieux emblématiques du clubbing comme Ibiza.

## Labels et principales maisons de disques
Quelques maisons de disques indépendantes de musiques trance goa et psytrance, populaires sur la scène internationale :
- Dragonfly Records (Royaume-Uni)
- TIP Records (Royaume-Uni)
- Flying Rhino Records (Royaume-Uni)
- Platipus Records (Royaume-Uni)
- Blue Room Released (Royaume-Uni)
- Trust In Trance (Israël)
- Spirit Zone Recordings (Allemagne)
- Matsuri Productions (Japon et Royaume-Uni)
- Transient Records (Royaume-Uni)
- Krembo Records (Israël)
- Phonokol (Israël)
- Twisted Records (Royaume-Uni)
- HOM-Mega Productions (Israël)
- MDMA Records (Israël)
- Spiral Trax (Suède et Allemagne)
- YoYo Records (Israël)
- Suntrip Records (Belgique)

## Festivals
- Boom Festival (Portugal)
- ZNA Gathering (Portugal)
- Ozora festival (Hongrie)